# Vienna Blood – Die schwarze Feder
Vienna Blood – Die schwarze Feder (englischer Titel: The Devil’s Kiss, Arbeitstitel Der Kuss des Teufels) ist ein britisch-österreichischer Fernsehfilm der Krimireihe Vienna Blood aus dem Jahr 2021 von Robert Dornhelm mit Matthew Beard als Arzt und Psychoanalytiker Max Liebermann und Juergen Maurer als Wiener Kriminalbeamten Oskar Rheinhardt. Das Drehbuch von Stephen Thompson basiert auf den Liebermann-Krimis von Frank Tallis. Die Erstausstrahlung auf ORF 2 erfolgte am 31. Oktober 2021 und im ZDF am 28. November 2021. Auf Flimmit wurde die Folge anschließend an die ORF-Erstausstrahlung veröffentlicht.

## Handlung
In ihrem fünften gemeinsamen Fall untersuchen der Wiener Kriminalbeamte Oskar Rheinhardt und der Arzt und Psychoanalytiker Max Liebermann im Jahr 1907 in Landstraße die Leiche eines zu Tode gefolterten Mannes. Diese wird in einem leerstehenden Haus von dem Straßenkind Lily gefunden, das beim Taschendiebstahl erwischt wird und vor einem Polizisten flüchtet. Die Identität des Opfers, laut Ausweis Emil Schwaiger, stellt sich als gefälscht heraus. Polizeiarchivarin Lindner findet heraus, dass Schwaiger bereits vor zwanzig Jahren verschwunden war. Auch Emils Schwester bestätigt, dass es sich bei dem Opfer nicht um ihren Bruder handelt. Nachdem Lily anscheinend unter einem schweren Schock steht, nimmt Liebermann sie bei sich auf.
Rheinhardt wird von Direktor Strasser von dem Fall ohne Angabe von Gründen abgezogen. Allerdings erhält er einen Brief, der den Namen des Opfers als Anton Resch ausgibt, daher ermittelt er auf eigene Faust weiter. Außerdem war in dem Briefkuvert die schwarze Feder einer Aaskrähe, der Botin des Todes. Am Federkiel finden sich Blutspuren. Laut Polizeiarchivarin Lindner war Anton Resch Polizeibeamter im 4. Bezirk, er ist auf einer Fotografie gemeinsam mit Direktor Strasser abgebildet. Strasser gibt an, dass Resch unter dem Namen Emil Schwaiger verdeckt ermittelt hat und es sich bei der Krähe um den Decknamen des serbisch-ungarischen Söldners Lazar Kiss handelt. Strasser vermutet, dass Kiss vor ein paar Jahren an der Ermordung der serbischen Königsfamilie beteiligt war. Resch hatte den Auftrag, ihn aufzuspüren, und dürfte dabei Kiss zu nahegekommen sein.
Auf den Stiegen zu Schloss Schönbrunn wird ein weiterer Brief an Rheinhardt mit einer abgetrennten Hand gefunden. Die Hand wurde mit Teer angestrichen. Polizeiarchivarin Lindner vermutet, dass dies als Symbol für die Organisation Schwarze Hand stehen könnte. Der Schauspieler Zivko aus dem serbischen Theater gibt Max und Oskar einen Hinweis auf den Studenten Vrána (auf Deutsch die Krähe), dessen Wohnung sie durchsuchen. Dort finden sie zwei Pistolen. Obwohl Strasser Rheinhardt den Fall entzogen hat, erlaubt ihm Außenminister Aehrenthal weiter zu ermitteln und die Wohnung des Verdächtigen zu observieren. Strasser möchte allerdings, dass Rheinhardt direkt an ihn berichtet unter Umgehung von dessen Vorgesetzten Kommissar von Bülow. Rheinhardt mietet sich in einer auf der anderen Straßenseite befindlichen Wohnung ein, Vermieterin ist Danica Novak.
Max, Oskar und Haussmann folgen Vrána in den Stadtpark, wo sie dessen Spur verlieren. Oskar findet dort eine weitere Nachricht mit dem Wort Vertrag. Laut Aehrenthal versucht Kiss die Annexion von Bosnien und Herzegowina und den Vertragsabschluss mit Russland zu verhindern. Kommissar von Bülow, der in die Ermittlungen von Rheinhardt nicht eingebunden ist, versucht eine Hausdurchsuchung bei Kiss vorzunehmen, Kiss gelingt dabei erneut die Flucht.
Liebermann vermutet, dass Lily die Leiche nicht zufällig gefunden hatte, sondern von Kiss dorthin geführt wurde. Sie sollte die Polizei dorthin locken. Außerdem nimmt er an, dass Kiss auf Schloss Laxenburg, dem Ort der geplanten Vertragsunterzeichnung, eine Bombe platziert hat. Rheinhardt und Liebermann unterbrechen die Vertragsunterzeichnung in Laxenburg mit dem Hinweis auf die Bombe, die sie unter dem Tisch finden. Sie schaffen es, sie rechtzeitig ins Freie zu bringen, wo sie im Schlosspark explodiert, ohne dass dabei Menschen zu Schaden kommen. Lazar Kiss, der mit dem Schauspieler Zivko aus dem serbischen Theater identisch ist, und dessen Komplizin Danica Novak, die Rheinhardt die ganze Zeit über beobachtet und manipuliert hatten, gelingt gemeinsam mit Lily in einem Pferdewagen erneut die Flucht.

## Produktion und Hintergrund
Die Dreharbeiten zur zweiten Staffel bestehend aus drei Folgen fanden vom 1. September bis Anfang Dezember 2020 in Wien und Umgebung statt. Ursprünglich sollten diese im April 2020 beginnen. Aufgrund der COVID-19-Pandemie wurde der Beginn der Dreharbeiten auf Spätsommer 2020 verschoben.
Unterstützt wurde die Produktion vom Filmfonds Wien, dem Fernsehfonds Austria und dem Land Niederösterreich, beteiligt waren der Österreichische Rundfunk und das ZDF.
Produziert wurde die Serie von der österreichischen MR Film und der britischen Endor Productions, an der die Red Arrow Studios beteiligt sind. Die Kamera führten Andreas Thalhammer, Xiaosu Han und André Mayerhofer, für das Kostümbild zeichnete Thomas Oláh verantwortlich, für das Szenenbild Bertram Reiter und für das Maskenbild Michaela Payer. Das Drehbuch schrieb der Engländer Stephen Thompson, der auch für drei Folgen der englischen Fernsehserie Sherlock die Drehbücher verfasst hat.
Gedreht wurde auf Englisch, die deutschsprachigen Schauspieler synchronisierten sich für die deutschsprachige Fassung selbst.
Quote
Der Film wurde bei Erstausstrahlung im ORF im Oktober 2021 von durchschnittlich 691.000 und bis zu 860.000 Zusehern verfolgt, der Marktanteil betrug 25 Prozent.